# Бос, Анни
Йоханна (Анни) Бос (нидерл. Johanna (Annie) Bos; 10 декабря 1886, Амстердам, Нидерланды — 3 августа 1975, Лейден, Нидерланды) — нидерландская актриса театра и немого кино, первая звезда кинематографа в Нидерландах.

## Биография
Начала свою актёрскую карьеру в Антверпене в Бельгии, но вскоре вернулась в Нидерланды, где состоялся её театральный дебют в 1909 году. В начале актёрской карьеры играла в основном эпизодические роли, пока её не обнаружил режиссёр Мориц Бингер. Бингер только открыл киностудию «Голландия» (нидерл. Hollandia) и заключил контракт с Бос в качестве ведущей актрисы. Впервые она появилась на экране в фильм «Живая лестница» в 1913 году. Вскоре Бос стала популярной актрисой. Репортёры называли её «нидерландской Астой Нильсен».
В 1916 году она снялась в фильме «Майор Франс» и стал первой звездой кинематографа в Нидерландах. Она получила возможность выбрать роли в кино и пыталась доказать свои актёрские способности, играя роли положительных и отрицательных персонажей. Однако, когда в 1920 году киностудия оказалась на грани банкротства, новые владельцы уволили актрису, сказав, что она слишком стара. Бос был предложен контракт в США, где она была известна по своей роли в нидерландском фильме 1919 года «Кармен с севера». Она прибыла в Нью-Йорк в 1921 году, где вдруг обнаружила, что пригласившей её киностудии уже не существовало.
Бос осталась в США, пытаясь заключить контракт с киностудиями, но успеха не имела. После сыгранной небольшой роли в американском фильме 1922 года «Без страха», переехала в Германию, но и там не добилась успеха. В 1924 году она вернулась в Нидерланды, где старый друг дал ей главную роль в фильме «Прекрасная Юльти ван Волендам». Фильм провалился и был удален из кинотеатров через неделю после премьеры. Бос вернулась в театр. Её игра в спектакле «Мадам Дюбарри» получила признание критиков.
В 1925 году актриса завершила карьеру и вышла замуж за Корнелиса Луффа. Вскоре после этого она была забыта публикой. О смерти актрисы в 1975 году сообщила лишь одна газета. Актриса Виллеке ван Аммелрой сыграла её в пьесе в 2006 году.